# Interdetto
Il termine interdetto (dal latino interdicere, ordinare, vietare, decreto di proibizione), usato in ambito religioso, è una pena prevista dal codice di diritto canonico che ha l'effetto di impedire l'accesso a tutte o a gran parte delle sacre funzioni della Chiesa in un luogo particolare. Nel passato poteva riguardare anche un intero territorio (una città, un villaggio) o una chiesa. Non va confuso con l'interdetto giudiziale del diritto.

## Nella Bibbia
Secondo la legge del Levitico l'interdetto, o "voto d'interdetto", era l'atto per il quale si prometteva solennemente che una persona o una cosa era consacrata in modo esclusivo a Dio, destinata a Lui, e non poteva in alcun modo essere alienata, distolta da quell'uso, pena gravi sanzioni. Infatti, "Ogni cosa destinata a Dio è cosa santissima all'Eterno", appartiene a Lui (Levitico Lv 27,28). L'interdetto ha soprattutto a che fare con la pratica della decima, cioè la consacrazione di una parte delle proprie entrate o beni a Dio, per il mantenimento del culto. Utilizzare per sé il denaro destinato a Dio voleva di fatto dire derubare Dio (Malachia Mal 3,8-9).
Il "voto d'interdetto" può anche essere tradotto con "voto di sterminio" (il Cherem), da cui "cosa votata allo sterminio", e si riferisce alla prescrizioni ricevute dagli Israeliti nell'atto di occupare la terra promessa: le città e gli abitanti autoctoni conquistati con tutti i loro beni, dovevano essere completamente massacrati. Non potevano né fare accordi con essi, né prendere alcunché in loro possesso come bottino.
Trasgredire questo comandamento voleva dire subire la stessa sorte, cioè essere condannati a morte, diventare essi stessi interdetti (Giosuè Gs 6,18). È quanto avviene ad Acan e ai suoi, i quali vengono lapidati nella Valle d'Acor per avere trasgredito la proibizione di non fare prigionieri né bottino (Giosuè Gs 7,1.7.12.13.15). La gravità della trasgressione era accentuata dal fatto che essa aveva comportato delle conseguenze, aveva causato sventure e sconfitte su tutta la nazione, non essendo più benedetta da Dio, anzi, attirando su di essa la Sua ira.
Nei profeti, però, pur rimanendo saldo il principio della serietà della consacrazione a Dio, il rigore di queste prescrizioni verrà gradualmente ammorbidito. Nonostante tutto, però, la "Valle d'Acor" diventerà "porta di speranza", perché la misericordia e la fedeltà di Dio verso il Suo popolo non cesserà.
Gesù stesso privilegerà rispetto all'osservanza rigorosa di queste regole, la maggior importanza dell'umana compassione. (Marco Mc 7,11-13)

## Nel Cattolicesimo
Nella terminologia canonica della Chiesa cattolica, il termine interdetto (o anche interdizione) si riferisce a una censura ecclesiastica. Nell'uso più comune è una punizione che sospende tutte le manifestazioni pubbliche di culto e ritira i sacramenti della Chiesa da una comunità, a volte da un'intera nazione. Un interdetto emesso contro una comunità è l'equivalente collettivo di un atto di scomunica nei confronti di un individuo. L'interdetto come punizione canonica fu istituito dal papa Gregorio VII nel 1073 e, anche se il primo interdetto fu inflitto nel VI secolo alla città di Roano, il più famoso è quello inflitto nel 1605 alla Repubblica di Venezia, la quale ingaggiò con lo Stato Pontificio una lunga battaglia teologico-politica divenuta nota come guerra dell'Interdetto. Il 30 settembre 1909 l'intera città di Adria, ove il vescovo era stato raggiunto da una sassata, fu scomunicata da papa Pio X. Uno degli ultimi casi di interdetto venne scagliato da Albino Luciani, futuro Papa Giovanni Paolo I, nel 1967, quando era vescovo di Vittorio Veneto al paese di Montaner dopo i fatti che riguardarono la piccola parrocchia veneta.
Nel Medioevo quando una comunità era colpita da interdetto, quasi tutti i sacramenti non venivano concessi ai suoi membri, con alcune eccezioni: il battesimo e l'eucaristia per i morenti. Non era concessa la sepoltura in terra consacrata, le messe erano celebrate solo privatamente, una volta alla settimana, per consacrare le ostie necessarie all'eucaristia dei morenti, le confessioni erano fatte nel vestibolo della chiesa o fuori. I laici potevano udire i sermoni la domenica nel vestibolo, ma non la lettura delle Scritture, neppure a Pasqua. Erano quindi vietati i sacramenti del matrimonio, penitenza ed eucaristia.
Dall'XI secolo gli interdetti imposti a intere comunità cominciarono a moltiplicarsi e contemporaneamente si mitigarono: il clero poteva essere sepolto e i crociati e altri pellegrini potevano fare penitenza. Alcune eccezioni erano ammesse per gli ordini religiosi.
Pochi crimini erano puniti automaticamente con l'interdetto (interdictum latae sententiae) e la pratica si sviluppò solo nel tardo XIII secolo. Tuttavia nella maggior parte dei casi l'interdetto era preceduto da avvertimenti, dalla metà del XIII secolo in forma scritta che esprimesse le ragioni del provvedimento. In genere si applicava per offese spirituali gravi: matrimonio illecito del signore di una comunità, azioni violente della comunità contro edifici sacri (effusione sanguinis) o per azioni illecite di carattere sessuale (emissione seminis); oltre che per punire crimini ecclesiastici: decime non pagate, tasse non autorizzate, danni alla proprietà della Chiesa, abuso fisico o imprigionamento di chierici. 

Anche il "commercio del denaro", ossia il prestito con interesse (cum usuris) da parte delle classi dirigenti, poteva comportare l'interdetto, anche se a Firenze Cosimo il Vecchio de' Medici poté tranquillamente seguitare a tenere operante il suo Banco di prestiti a modico interesse.

La misura dell'interdetto colpì invece Firenze sotto il nipote di Cosimo, Lorenzo il Magnifico, reo di aver sommariamente giustiziato Francesco Salviati, arcivescovo di Pisa, che peraltro aveva partecipato attivamente alla congiura dei Pazzi in cui era stato assassinato in chiesa Giuliano de' Medici, mentre Lorenzo stesso era potuto scampare di misura a chi aveva in animo di uccidere anche lui.
Secondo il Codice di diritto Canonico vigente, l'interdetto vieta di prendere parte come ministro a qualsiasi cerimonia liturgica, di celebrare sacramenti o sacramentali e di ricevere i sacramenti (canone 1332). Esso non deve essere confuso con la scomunica, la quale, in più, vieta di esercitare funzioni in uffici o ministeri o incarichi ecclesiastici qualsiasi, o di porre atti di governo (canone 1331). Nell'attuale disciplina canonica la scomunica e l'interdetto non possono essere inflitti a un'intera comunità, ma solo alla persona singola.